# Jan van Bijnen
Johannes Arnoldus van Bijnen alias Frank van Bijnen (Oosterhout, 31 mei 1910 – Apeldoorn, 1 december 1944) de landelijke sabotagecommandant van de Nederlandse Landelijke Knokploegen (LKP) tijdens de Tweede Wereldoorlog. Hij sneuvelde bij de voorbereiding van een aanslag op de toenmalige Willem-III-kazerne in Apeldoorn. Deze is na de oorlog naar hem vernoemd: Frank van Bijnenkazerne. 

## Familie en werk
Jan van Bijnen was de zoon van Arnoldus van Bijnen, verzekeringsinspecteur, en Antonia Kastelijns. Hij groeide op in Oosterhout in Noord-Brabant. In Bergen op Zoom bezocht hij de Hogere Handelsschool. In 1930 behaalde hij het diploma. In hetzelfde jaar dat hij zijn opleiding beëindigde, werd hij opgeroepen om zijn dienstplicht te vervullen. Na opkomst in militaire dienst volgde hij de opleiding voor reserveofficier aan de School voor Reserve-Officieren in Kampen. In 1931 werd hij benoemd tot reserve-tweede luitenant bij het wapen der Infanterie. In 1935 werd hij bevorderd tot reserve-eerste luitenant.
Tijdens de crisisjaren had hij diverse betrekkingen. Hij hield onder meer de boekhouding bij van een groep kleine middenstanders. In 1938 kreeg hij als ambtenaar een aanstelling bij de afdeling Sociale Zaken bij de gemeente Bergen op Zoom. In twee jaar tijd wist hij zich te ontwikkelen tot een persoon van bijzondere statuur. In korte tijd klom hij op tot in de leiding van de Dienst. Toen al openbaarde zich bij hem het vermogen om leiding te geven en om personen met contrasterende karakters bij elkaar te brengen en samen te laten werken.
Tijdens de mobilisatieperiode in 1939-1940 werd hij opgeroepen om zijn mobilisatiebestemming te volgen. Hij werd gelegerd in Odiliapeel. Zijn compagniescommandant was de reserve kapitein C.B. Ninaber van Eijben. In juni 1940, na de demobilisatie van de krijgsmacht, hervatte Van Bijnen zijn werkzaamheden bij de gemeente Bergen op Zoom. Op 2 januari 1940 trad hij in het huwelijk met Cornelia Elisabeth Proost. Uit dit huwelijk werd een zoon geboren.

## Landelijke Organisatie voor Hulp aan Onderduikers
In 1941 sloot Van Bijnen zich samen met Peter Borghouts (1910-1966) aan bij het Nederlands verzet. Van Bijnen en Borghouts waren tijdens hun schooltijd met elkaar bevriend geraakt. Het toeval wilde dat Borghouts in april 1941 hoofd werd van de Algemeene Arbeidsbemiddeling bij het Rijksarbeidsbureau in Bergen op Zoom. Op grond van hun werkzaamheden gingen Van Bijnen en Borghouts nauw met elkaar samenwerken. Beiden raakten betrokken bij de hulp aan onderduikers. Door deze activiteiten kwam Van Bijnen in 1942 opnieuw in contact met Kees Ninaber van Eijben. Ninaber woonde in Driebergen en hij was voor de Landelijke Organisatie voor Hulp aan Onderduikers (LO) actief als leider van het district Driebergen. 
Daar Van Bijnen door de Duitsers werd gezocht moest hij op 21 juni 1943 onderduiken. Hij vestigde zich met zijn gezin in Driebergen. Vanaf dat moment ging Van Bijnen nauw samenwerken met Ninaber van Eijben. Ninaber van Eijben dook in juni 1943 onder in Noord-Brabant omdat voor hem als voormalig militair krijgsgevangenschap dreigde. Van Bijnen volgde hem op als districtsleider van de LO. Samen met zijn vriend Peter Borghouts, die eveneens in Driebergen zat ondergedoken, ontwikkelde hij activiteiten voor de LO. Ninaber van Eijben werd in augustus 1943 aangehouden en naar Duitsland afgevoerd. Op 10 maart 1945 overleed hij in concentratiekamp Bergen-Belsen.

## De Landelijke Knokploegen
De demobilisatie van de krijgsmacht, het tekenen van de erewoordverklaring, het verplicht stellen van de arbeidsinzet, de oproep aan beroepsmilitairen om zich te laten registreren en de oproep voor de verplichte arbeidsinzet in Duitsland, deed het leger van onderduikers, waarvoor de LO zorgde, van dag tot dag groeien. Evenredig met de stijging van het aantal onderduikers steeg de behoefte aan onderduikadressen, de vraag naar levensmiddelenbonnen, de vraag naar persoonsbewijzen en baar geld. Reeds in 1942 werden er enkele overvallen op distributiekantoren uitgevoerd. In een latere periode gingen losse knokploegen (KP) voor de LO aan de slag. Ze pleegden overvallen op distributiekantoren, gemeentehuizen en banken en maakten allerlei distributiebescheiden, persoonsbewijzen en baar geld buit. Bij deze acties werden door de SD mensen gearresteerd. Dit had weer tot gevolg dat acties werden ondernomen om gevangengenomen leden te bevrijden.
Van een hiërarchische organisatievorm was bij de knokploegen geen sprake. Bij de acties werden de rollen verdeeld overeenkomstig de gebleken capaciteiten en werd "natuurlijk" leiderschap als vanzelfsprekend beschouwd. In augustus 1943 werd de coördinatie en de algemene leiding van deze operaties noodzakelijk geacht en werd uit de los van elkaar werkende knokploegen een centrale organisatie gevormd. 
In het voorjaar van 1944 kwam Jan van Bijnen (schuilnaam: Frank) in contact met Liepke Scheepstra (schuilnaam: Bob). Scheepstra maakte deel uit van een viermanschap dat de leiding van de LKP in handen had. De overige leiders waren: Hilbert van Dijk, Izaak van der Horst en Leendert Valstar. Scheepstra had de leiding over het gewest Midden-Oost van de Landelijke Knokploegen. Vanaf dat moment kwamen Van Bijnen en Liepke Scheepstra bijna wekelijks in vergadering bijeen om te brainstormen over de noodzaak en de aard van het plegen van gewapend verzet. In de maanden juni-juli 1944 ontwierp Van Bijnen een goed doordacht sabotageplan. Hij bepleitte de vorming van zogenaamde Burger Verzetsgroepen, die de vijand in zijn bewegingen zouden moeten hinderen.
Op 25 augustus 1944 werd Van Bijnen door de leiders van de Landelijke Knokploegen (LKP) benoemd tot Landelijke Sabotage Commandant (LSC). Van Bijnen vestigde zijn hoofdkwartier in Rotterdam. Hij verdeelde het land in vier gewesten. Elk gewest ging onder een eigen sabotagecommandant opereren. Gewest III, waarin de provincies Zeeland, Noord-Brabant en Limburg waren verenigd, kwam onder het bevel van zijn vriend Borghouts (schuilnaam: Peter Zuid) te staan.

## De coördinatie van het verzet
Aan het einde van 1943 waren minister-president Pieter Sjoerds Gerbrandy (1885-1961) en zijn kabinet tot de conclusie gekomen dat het Nederlands verzet te verzuild was geraakt. Daarom wilde Gerbrandy overgaan tot de coördinatie en de bundeling van het verzet. Deze coördinatie van het Nederlands verzet zou in september 1944 leiden tot de oprichting van de Binnenlandse Strijdkrachten (BS). 
Koningin Wilhelmina (1880-1962) en de Nederlandse regering in Londen streefden naar een goede onderlinge samenwerking tussen de Ordedienst (OD), de Raad van Verzet (RVV) en de Landelijke Knokploegen (LKP). Het bevorderen van deze eenheid was gewenst om het Nederlandse volk achter de eerste naoorlogse regering en de monarchie te doen staan. Het bevorderen van deze doelstelling werd de coördinatie genoemd. Om de verzetsorganisaties samen te laten smelten tot een organisatie waren er door Gerbrandy en zijn kabinet richtlijnen opgesteld. Deze richtlijnen werden bekend onder de "Negentien punten van Gerbrandy". Om deze richtlijnen bij de leidende figuren van het Nederlands verzet aan te bieden en toe te lichten werden er door het Bureau Inlichtingen (BI) boven bezet Nederland agenten geparachuteerd. Deze agenten kregen de opdracht om de coördinatie van het Nederlands verzet te bevorderen en het radiocontact te verzorgen tussen de verzetsorganisaties, het BI en de Nederlandse regering in Londen. Om de verzetsorganisaties van wapens en sabotagemateriaal te voorzien, werden er door het Bureau Bijzondere Opdrachten (BBO) boven bezet Nederland agenten geparachuteerd. De agenten van het BBO hadden de taak het paramilitaire verzet te steunen door het geven van organisatorische en gevechtstechnische instructies en het voorbereiden van wapendroppings.

## De wapendroppings
Op 3 september 1944 werd door de radiozender Radio Oranje namens koningin Wilhelmina de mededeling uitgezonden dat ze prins Bernhard had benoemd tot Bevelhebber der Nederlandse Binnenlandse Strijdkrachten (NBS) onder het bevel van generaal Dwight D. Eisenhower (1890-1969) en dat prins Bernhard hierbij de leiding van het gewapend verzet op zich had genomen.
Er hadden voor 3 september 1944 drie clandestiene droppings van wapens en sabotagematerieel plaatsgevonden. De OD was nagenoeg verstoken gebleven van geallieerde wapens en sabotagemateriaal. Eén wapendropping was opgevangen door de LKP. De twee andere waren opgevangen door de RVV. Alleen de LKP was erin geslaagd om de wapens en het sabotagemateriaal onmiddellijk te vervoeren en te distribueren.
Toen eind augustus 1944 door de Nederlandse regering in Londen de opdracht werd gegeven om over te gaan tot het saboteren van de spoorwegverbindingen in Nederland waren alleen de knokploegen van "Frank" van Bijnen gereed om over te gaan tot actie. Van Bijnen, die dankzij de wapendroppings inmiddels over explosieven beschikte, liet diverse knokploegen in de nacht van 3 op 4 september 1944 overgaan tot een nogal grootscheepse spoorwegsabotage, waarmee het Duitse spoorwegverkeer zwaar werd ontregeld.

## De Binnenlandse Strijdkrachten
Voor Van Bijnen brak er in september 1944 een moeilijke periode aan. Hij moest strijden op twee fronten. Als Landelijk Sabotage Commandant van de LKP moest hij het gevecht leiden tegen de Duitse bezetter. Binnen het georganiseerd verzet moest hij alle zeilen bijzetten om de zelfstandigheid van zijn knokploegen te waarborgen. Van Bijnen moest van een eenwording van het verzet waarbij Pieter Jacob Six (1894-1986) en de OD de boventoon voerden niets weten. Samen met Jan Thijssen (1908-1945), de leider van de RVV, had hij er grote moeite mee om zich in het "Delta-verband" onder de leiding van kolonel Henri Koot (1883-1959) te schikken. Van Bijnen en Thijssen hadden beiden de beschikking over een directe radioverbinding met prins Bernhard en de Nederlandse regering in Londen. Beiden vonden het veel rationeler dat prins Bernhard zijn opdrachten rechtstreeks aan Van Bijnen en Thijssen zou doen toekomen dan door tussenkomst van kolonel Koot.

## De samenwerking tussen Jan van Bijnen en Jan Thijssen
Door de gemeenschappelijke belangen die Van Bijnen en Thijssen hadden, was er tussen de twee verzetsleiders een vruchtbare samenwerking ontstaan. De relatie kwam onder druk te staan toen Van Bijnen met een zeker wantrouwen jegens Thijssen vervuld raakte. Van Bijnen had geconstateerd dat Thijssen de top leiding van het gewapend verzet in handen wilde krijgen. Ook meende hij dat Thijssen te gemakkelijk te ver gaande orders uitgaf. 
Ook uit onverwachte hoek werd de samenwerking tussen de twee verzetsleiders op de proef gesteld. De politiek kwam om de hoek kijken. Aan de top van de LKP, alsook bij de leidende figuren binnen de LO, had zich in die tijd de indruk opgedrongen dat communisten veel invloed binnen de RVV hadden verworven.
Op 2 november 1944 spraken de topleiding van de LKP en de LO hun ongenoegen uit in een brief aan Van Bijnen. In deze brief was het scherpe verwijt vervat dat Van Bijnen de beginselen van de LKP en de LO uit het oog had verloren. De leiders waren zeer ontstemd over het feit dat de persoon in wie zij in augustus 1944 hun vertrouwen hadden uitgesproken een nauwe samenwerking was aangegaan met de leider van een verzetsorganisatie met een communistische signatuur.
Van Bijnen verdedigde zich tegen deze aantijgingen door te stellen dat hij vanuit zijn katholieke levensbeschouwing zowel de OD als de RVV als potentiële vijanden zag en dat hij voor de oplossing had gekozen om de RVV, door een nauwe samenwerking met Jan Thijssen, onder controle te houden. Om vervolgens de OD, die als militaire organisatie het belangrijkste was, met de hulp van Thijssen te bestrijden. Van Bijnen ging van de veronderstelling uit dat hij op deze wijze erin zou slagen om de OD uit te schakelen. Tegelijkertijd was hij in staat de potentiële macht van de RVV te beperken. Indien de tijdsfactor dat toestond zou hij zich tegen de RVV keren.

## De vorming van het Deltacentrum
Het zou anders lopen dan Jan van Bijnen zich had voorgesteld. Op 20 september 1944 leidden de besprekingen op landelijk niveau tot de vorming van het Deltacentrum. De reserve kolonel Henri Koot nam de leiding van het Deltacentrum op zich en hij vestigde zich in Amsterdam. Koot probeerde daarna de verschillende verzetsorganisaties op een lijn te krijgen. Dit proces verliep zeer moeizaam. Zowel Jan van Bijnen als Jan Thijssen, de leider van de RVV, hadden grote moeite zich in het "Delta-verband" te schikken. Beiden waren bang voor een te grote invloed van de OD. In de laatste week van oktober 1944 kwam de vorming van de Binnenlandse Strijdkrachten in een stroomversnelling. Prins Bernhard gaf opdracht tot opheffing van de OD, LKP en RVV. Hij benoemde kolonel Henri Koot tot commandant van de NBS. Kort daarna liet Koot een order uitgaan aan alle plaatselijke en gewestelijke commandanten. In deze order maakte hij bekend dat vanaf heden de benamingen OD, LKP en RVV waren vervallen en dat alleen de benaming Binnenlandse Strijdkrachten mocht worden gebruikt. De BS werden ingedeeld in zes rayons. De rayons waren: Overijssel, de Achterhoek, centrum Utrecht, de provincie Utrecht, de Veluwe en de Betuwe. Ten behoeve van het optreden van de BS trok kolonel Koot de Operatiecentra van Jan Thijssen en van Jan van Bijnen bij zijn staf.
Toen het kolonel Koot duidelijk was dat van Jan Thijssen geen loyale medewerking te verwachten was, zette hij op 1 november 1944 Thijssen af en hij gelastte hem met onmiddellijke inwerkingtreding van dit bevel het commando over het Operatiecentrum van de RVV en over de daaronder ressorterende brigades neer te leggen. Tot overmaat van ramp werd Jan Thijssen op 8 november 1944 door de SD gearresteerd. 
Na de arrestatie van Thijssen groeide bij Van Bijnen het besef dat de bundeling van het verzet een noodzaak was. Toch zag Van Bijnen nog een mogelijkheid om nog iets voor de LKP te redden. Hij ambieerde de functie van verbindingsofficier bij de staf van de BS. Hij kreeg het voor elkaar dat er bij elk gewest van de BS een verbindingsofficier werd ingedeeld die afkomstig was van de LKP. Men kreeg dus de structuur dat kolonel Koot als commandant van de BS de gewestelijke commandanten en de rayonverbindingsofficieren onder zijn bevel had, maar dat er daartussen en daardoorheen een tweede commandant was. Deze commandant (Van Bijnen) was formeel ondergeschikt aan Koot, doch hij kon zelfstandig beschikken over diens verbindingsofficieren. Vanuit militair standpunt beschouwd had men hier te maken met een wangedrocht. Na de concessie die Koot had gedaan verklaarde Van Bijnen zich medio november 1944 bereid om mee te werken aan de nieuwe organisatiestructuur van de BS. Hij aanvaardde de functie van verbindingsofficier (tevens plaatsvervangend commandant) en hij werd aan de staf van kolonel Koot toegevoegd. Daarna vestigde hij zich samen met het hoofdkwartier van de BS in Amsterdam.

## De arrestatie van Jan van Bijnen
Toen kort daarna, op 22 november 1944, een aantal bekende verzetsmensen in Utrecht door de Duitsers waren gearresteerd en in de Koning Willem III kazerne te Apeldoorn waren gevangengezet, maakte Van Bijnen plannen om deze mensen te gaan bevrijden. Daar de plaatselijke verzetsleiders naar zijn mening te langzaam handelden, reisde hij zelf, in gezelschap van de Rotterdamse verzetsstrijder Samuel Esmeijer (1920-1944) en de chauffeur Huib Verschoor, op 28 november 1944 naar Apeldoorn om de situatie ter plaatse te verkennen. 
Op de plaats aangekomen werd het drietal door een Duitse patrouille verrast. Er ontstond een handgemeen en een vuurgevecht. Esmeijer werd dodelijk getroffen en Van Bijnen werd zwaargewond. De Duitsers brachten hem naar een lazaret, waar hij enkele dagen later aan zijn verwondingen bezweek. Verschoor werd gearresteerd. Hij werd naar Duitsland afgevoerd. In 1945 kwam hij in een concentratiekamp te overlijden.
Het stoffelijk overschot van Jan van Bijnen werd op 6 december 1944 door de SD overgedragen aan de Gemeentepolitie van Apeldoorn. Hij werd begraven in Apeldoorn en in een later stadium werd hij herbegraven in Driebergen.

## Onderscheidingen en eerbetoon

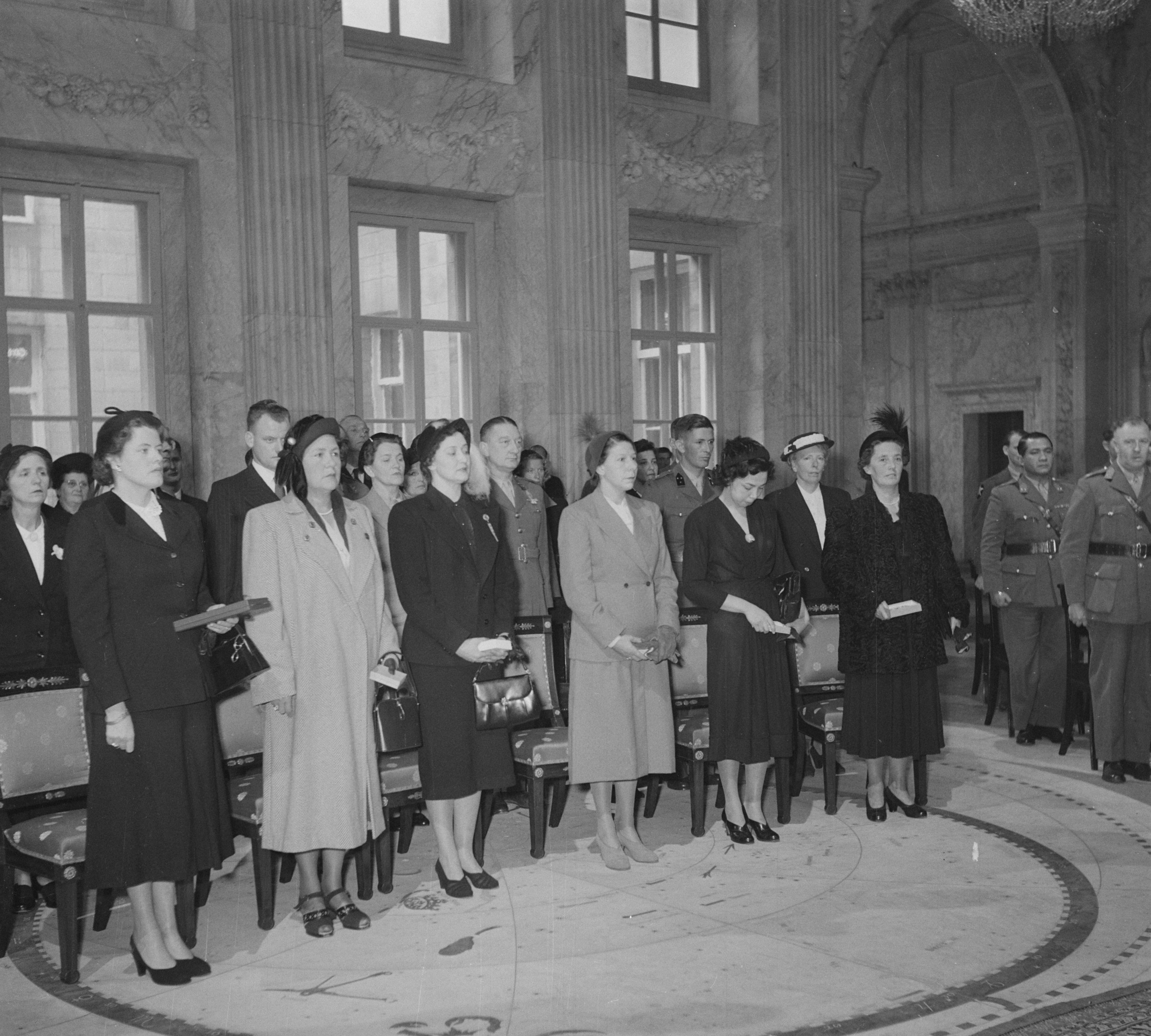
Postume uitreiking van de Militaire Willems-Orde voor Jan van Bijnen aan zijn weduwe, en aan vijf andere weduwen (1949)

- De Militaire Willems-Orde 4e klasse, KB nr. 9 van 24 november 1950 (postuum toegekend).
- De Legion of Merit, Amerikaanse onderscheiding (postuum toegekend).
- In Driebergen, Bergen op Zoom en enkele andere steden werd een straat naar hem vernoemd.
- In Apeldoorn werd de "Frank van Bijnen-kazerne" naar hem vernoemd.
- In Apeldoorn aan de Sportlaan, op het talud van een aarden wal in de buurt van de koning Willem III-kazerne, werd een monument ter nagedachtenis aan Jan van Bijnen en een aantal verzetsstrijders opgericht.